# 101. Jäger-Division (Wehrmacht)
Die 101. leichte Infanterie- und spätere 101. Jäger-Division war ein Großverband des Heeres der deutschen Wehrmacht im Zweiten Weltkrieg.

## 101. leichte Infanterie-Division
Einsatzräume der 101. leichte Infanterie-Division
Deutschland: Dezember 1940 bis Juni 1941
Ostfront, Südabschnitt: Juni 1941 bis Juli 1942

### Aufstellung
Die 101. leichte ID wurde im Dezember 1940 in Prag als Division der 12. Aufstellungswelle aufgestellt. Sie setzte sich aus Teilen der 35. Infanterie-Division, Grenzinfanterie und verschiedenen Festungseinheiten zusammen. 

### Besatzungstruppe Böhmen-Mähren
Von 1940 bis zum Juni 1941 lag die Division im Protektorat Böhmen und Mähren.

### Balkanfeldzug
Kurz war der Verband beim Balkanfeldzug eingesetzt. 

### Unternehmen Barbarossa
Im Sommer 1941 wurde sie an die Grenze zur Sowjetunion verlegt und nahm als Teil der Heeresgruppe Süd am Unternehmen Barbarossa teil. Ihre Stationen während des Krieges gegen die Sowjetunion waren Przemysl, Uman, Kiew, Charkow, das Donezbecken und Isjum.

## 101. Jäger-Division

### Aufstellung durch Umbenennung
Im Juli 1942 erfolgte die Umbenennung in 101. Jäger-Division.
Einsatzräume der 101. Jäger-Division
Ostfront, Südabschnitt: Juli 1942 bis Oktober 1944
Slowakei, Ungarn und Österreich: Oktober 1944 bis Mai 1945
Die Umbenennung zur Jäger-Division erfolgte während der Schlacht bei Charkow. 

### Offensive 1942
Ab Mitte 1942 nahm die 101. Jäger-Division an der Offensive im Südabschnitt teil und stieß auf den Kaukasus vor. 

### Kuban-Brückenkopf
Infolge der Niederlage von Stalingrad musste sie sich nach schweren Verlusten in Kämpfen mit der Roten Armee und Partisanen in den Kuban-Brückenkopf zurückziehen. Ende 1943 wurde die Division über die Straße von Kertsch evakuiert und sammelte sich am unteren Dnjepr. Zusammen mit der 1. Panzerarmee wurde sie im März 1944 von sowjetischen Truppen eingeschlossen, konnte sich aber zusammen mit dem XXXXVI. Panzerkorps befreien. Sie zog sich über die westliche Ukraine zurück, von dort im Oktober 1944 in die Slowakei. Es folgte der weitere Rückzug über Ungarn und Österreich.

### Kapitulation
Die 101. Jäger-Division kapitulierte im Mai 1945, als sie nur noch Kampfgruppenstärke besaß.

## Personen
| Dienstzeit                          | Dienstgrad             | Name                   |
| ----------------------------------- | ---------------------- | ---------------------- |
| 10. Dezember 1940 bis 26. Juni 1941 | General der Artillerie | Erich Marcks           |
| 26. Juni 1941 bis 11. April 1942    | Generalleutnant        | Brauner von Haydringen |
| 11. April bis 6. Juli 1942          | Generalleutnant        | Erich Diestel          |

| Dienstzeit                          | Dienstgrad                | Name              |
| ----------------------------------- | ------------------------- | ----------------- |
| 6. Juli bis 1. September 1942       | Generalleutnant           | Erich Diestel     |
| 1. September 1942 bis 12. Juli 1944 | General der Gebirgstruppe | Emil Vogel        |
| 12. Juli 1944 bis 8. Mai 1945       | Generalleutnant           | Dr. Walter Aßmann |

| Dienstzeit                             | Dienstgrad     | Name                    |
| -------------------------------------- | -------------- | ----------------------- |
| 10. Dezember 1940 bis 5. Februar 1942  | Oberstleutnant | Volkmar Schöne          |
| 6: Juli bis 20. Oktober 1942           | Major          | Hans-Joachim Ludendorff |
| 20. Oktober 1942 bis 15. November 1943 | Oberstleutnant | Gernot Nagel            |
| 15. November 1943 bis Mai 1945         | Oberstleutnant | Franz Vital             |

## Bekannte Divisionsangehörige
- Willi Heinrich diente im I. Bataillon/258. Jäger-Regiment der 101. Jäger-Division und wurde fünfmal verwundet. Nach dem Krieg schrieb Heinrich bekannte Romane wie „Das geduldige Fleisch“[1], „In Stolzer Trauer“, „So long, Archie“ u. a. In seinem Kriegsroman „Das geduldige Fleisch“ verarbeitete er seine traumatischen Kriegserinnerungen und klagte unter anderem die menschenunwürdige Befehlsstruktur der Wehrmacht an.[2]
- Hans Liebherr, Baumeister, Erfinder und Firmengründer des Baumaschinenkonzerns Liebherr diente in dieser Division.

## Gliederung
| 101. leichte Infanterie-Division                    | 101. Jäger-Division 1942                               | 101. Jäger-Division 1944                               |
| --------------------------------------------------- | ------------------------------------------------------ | ------------------------------------------------------ |
| - Infanterie-Regiment 228 - Infanterie-Regiment 229 | - Jäger-Regiment 228 - Jäger-Regiment 229              | - Jäger-Regiment 228 - Jäger-Regiment 229              |
| - Artillerie-Regiment 85                            | - Artillerie-Regiment 85                               | - Artillerie-Regiment 85                               |
| - Panzerjäger-Abteilung 101                         | - Panzerjäger-Abteilung 101                            | - Panzerjäger-Abteilung 101                            |
| - Aufklärungs-Bataillon 101                         | - Radfahr-Abteilung 101                                | - Aufklärungs-Abteilung 101                            |
| - Pionier-Bataillon 101                             | - Pionier-Bataillon 101                                | - Pionier-Bataillon 101                                |
| - Feldersatz-Bataillon 101                          | - Feldersatz-Bataillon 101                             | - Feldersatz-Bataillon 85                              |
| - Divisions-Einheiten 101                           | - Nachrichten-Abteilung 101 - Versorgungseinheiten 101 | - Nachrichten-Abteilung 101 - Versorgungseinheiten 101 |

## Rezeption

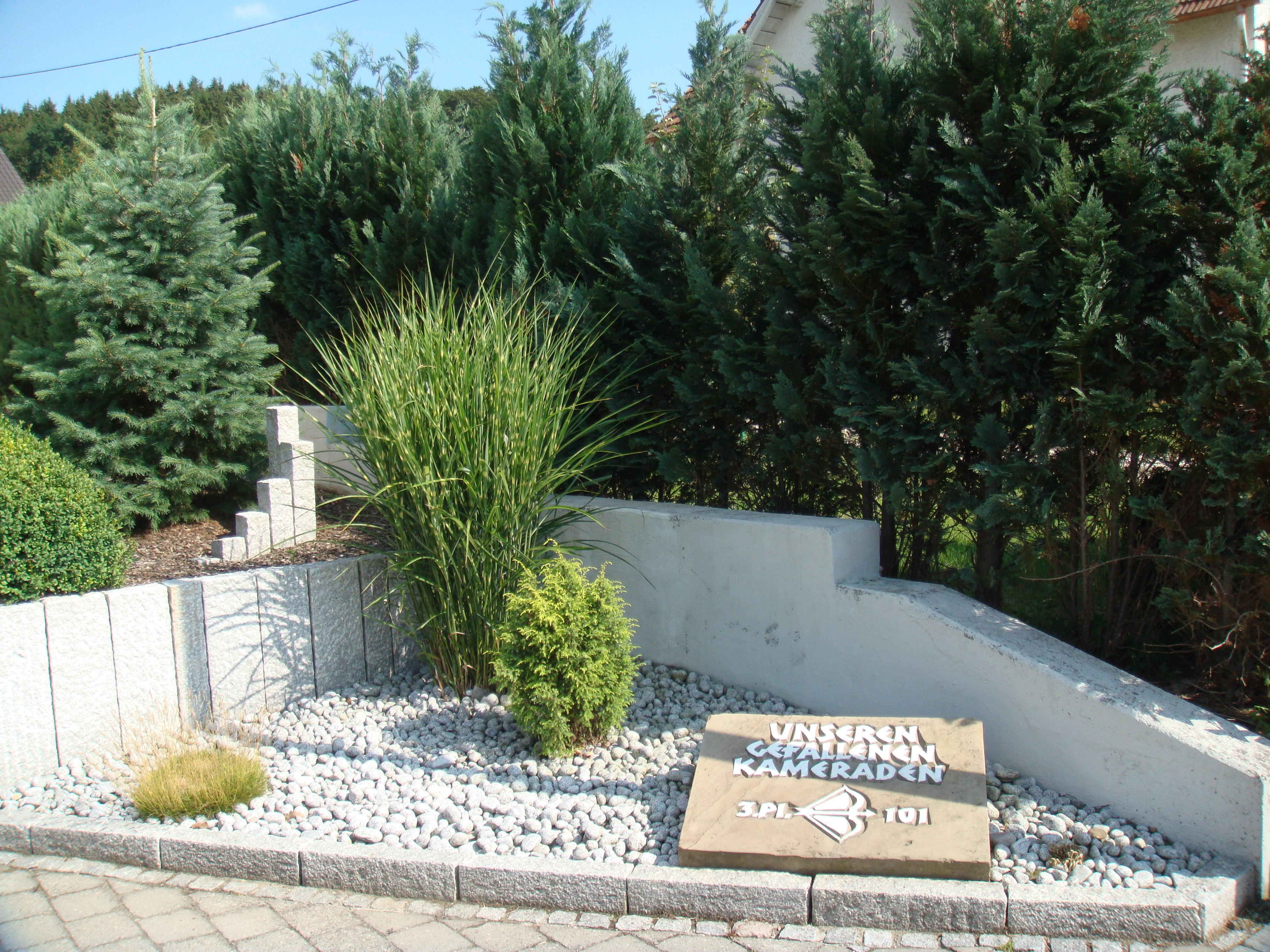
Gedenkstein für die Gefallenen der 3.Pi/101. Jäger-Division in Wangen (2011)

Der Film „Steiner – Das Eiserne Kreuz“ beruht auf den Kriegserlebnissen der 101. Jäger-Division auf der Krim.